# Sălciile
Sălciile is een Roemeense gemeente in het district Prahova.
Sălciile telt 2082 inwoners.